# Phaéton (amant d'Aphrodite)
Pour les articles homonymes, voir Phaéton.
Dans la mythologie grecque, Phaéton ou Phaéthon (en grec ancien Φαέθων / Phaéthôn, « le brillant ») est un des amants d'Aphrodite.
Son ascendance est confuse : d'après le pseudo-Apollodore, il est fils de Tithon, lui-même fils de Céphale et d'Éos (l'Aurore). Cependant Hésiode fait de Céphale le père direct de Phaéton (conçu avec Éos), tandis que Pausanias, citant Hésiode, fait de Phaéton le fils de Céphale et d'Héméra.
Il est enlevé par Aphrodite dans son jeune âge, qui le charge du service divin de ses temples. Il est aussi père d'Astynoos, sans que l'identité de la mère ne soit explicitée.